# José Agustín Goytisolo
José Augustín Goytisolo (Barcellona, 13 aprile 1928 – Barcellona, 19 marzo 1999) è stato uno scrittore e traduttore spagnolo.
Fu uno degli autori più importanti della generazione degli anni 50, più precisamente nella scuola poetica di Barcellona, detta anche Gruppo catalano.
Suo modello fu Juan Ramón Jiménez, insieme ad alcuni poeti della generazione del '27 fa costante ricorso all'ironia. Nel 1956 vinse il premio Boscán con "Salmos al viento", uno dei suoi libri più significativi. In "Elegías a Julia Gay" (1993), riunì tutti i poemi del tema materno. Nel 1984 fa conoscere i suoi racconti: "La Bruja hermosa", "El pirata honrado" e "El lobito bueno".
Fu anche traduttore, in particolare dell'opera poetica di Cesare Pavese, Salvatore Quasimodo e Pier Paolo Pasolini.
Anche i fratelli più giovani Juan e Luis sono scrittori.

## Opere
Raccolte poetiche:
- El retorno, 1955
- Salmos al viento, 1958
- Años decisivos, 1961
- La Bruja hermosa, 1984
- El pirata honrado, 1984
- El lobito bueno, 1984
- Elegías a Julia Gay, 1993